# Anthophora romandii
Anthophora romandii är en biart som beskrevs av Dours 1869. Anthophora romandii ingår i släktet pälsbin, och familjen långtungebin. Inga underarter finns listade i Catalogue of Life.